# Belvosia canalis
Belvosia canalis là một loài ruồi trong họ Tachinidae.